# Rosemary Renaut
Rosemary Anne Renaut é uma matemática computacional britânica e estadunidense, cujos interesses de pesquisa incluem problemas inversos e regularização, com aplicações em imagens médicas e análise sísmica. É professora na Escola de Ciências Matemáticas e Estatísticas da Universidade Estadual do Arizona.

## Formação e carreira
Renaut obteve um diploma de bacharel em 1980 na Universidade de Durham e depois estudou para a Parte III do Mathematical Tripos em matemática aplicada na Universidade de Cambridge. Completou um Ph.D. em Cambridge em 1985. Sua tese, Numerical Solution of Hyperbolic Partial Differential Equations, foi orientada por Arieh Iserles.
Após pesquisa de pós-doutorado na Universidade Técnica da Renânia do Norte-Vestfália em Aachen na Alemanha e no Chr. Michelsen Institute na Noruega, foi membro do corpo docente da Universidade Estadual do Arizona como professora assistente em 1987. Foi promovida a professora associada em 1991 e professora titular em 1996, e chefiou o Departamento de Matemática de 1997 a 2001.

## Reconhecimento
Renaut é fellow do Institute of Mathematics and its Applications desde 1996. Foi eleita fellow da Society for Industrial and Applied Mathematics na classe de 2022, "por contribuições para problemas inversos mau-postos e regularização, imagens geofísicas e médicas e métodos numéricos de alta ordem".